# Mando universal

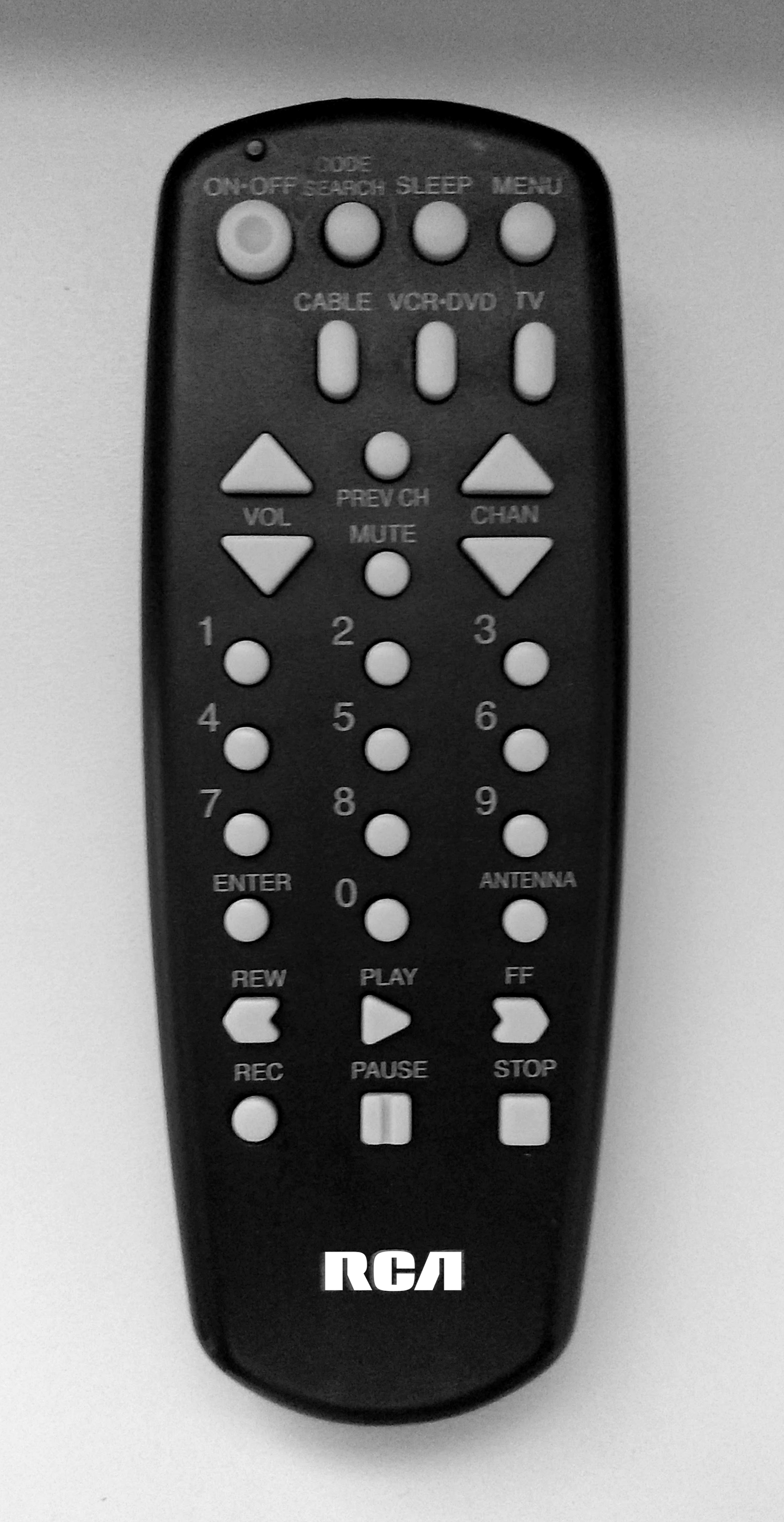
RCA RCU403, Un mando universal para VCR, DVD y TV

Un mando universal, también conocido como control remoto universal, es un control remoto capaz de controlar distintos elementos (como equipos audiovisuales, aire acondicionado o sistemas de robótica) de uno o varios fabricantes distintos, mediante códigos IR (infrarrojos), porque tiene almacenados esos códigos de control en una base de datos interna o porque es capaz de aprender los códigos IR del mando original del elemento a controlar.

## Tipos
La inmensa mayoría de estos dispositivos están limitados por el número total de dispositivos que pueden controlar o por el número máximo de órdenes que almacenan. Se podrían dividir en dos grandes grupos: los que se asemejan a un mando normal pero con muchos más botones y los que están compuestos por una pantalla táctil en la que se van representando los botones de los distintos dispositivos que controlan mediante un menú previo de selección.
La problemática de los primeros (que no suelen ser capaces de aprender) surge cuando aparecen nuevos dispositivos en el mercado y no se encuentra en la base de datos interna, en estos casos no es posible actualizar los controles. En los que dispone de una pantalla táctil configurable la dificultad se encuentra por el usuario final en tener que utilizar un software de configuración con demasiadas posibilidades que no es capaz de utilizar del todo.

### Mandos actualizables y de aprendizaje automático
Algunos mandos universales permiten que se pueda actualizar la lista de códigos programados en el mando para soportar nuevas marcas o modelos de dispositivos no soportados en ese momento por el control. Algunos mandos universales de alta terminación de autoaprendizaje requieren ser conectados a un ordenador. La conexión se hace típicamente mediante USB, desde el puerto del ordenador al mini-USB del mando o de la estación base remota.
En 2000, un grupo de entusiastas descubrió que un mando universal fabricado por UEI y vendido por bajo la marca One For All, RadioShack y tras, podría ser reprogramado mediante una interfaz llamada  JP1. Algunos usuarios comprueban que el fabricante les proporciona los códigos para poderlo utilizar con la interfaz JP1, antes de adquirir el dispositivo de entretenimiento (TV, DVD...).
Los mandos de autoaprendizaje pueden aprender el código para cualquier botón en otros muchos mandos. Esta funcionalidad permite al mando aprender las funciones no soportadas por defecto por un particular dispositivo, haciendo a veces posible el controlar dispositivos para los que el mando no está originalmente diseñado para controlar. Un inconveniente de esta aproximación es que el mando aprendiz  necesita un mando instructor que funcione. Asimismo, algunos fabricantes de equipos de entretenimiento utilizan frecuencias de pulso que son mayores que las que puede detectar y almacenar en su memoria el mando aprendiz.

## Consejos para configurar un mando universal RCA[3]
Los RCA son los mandos universales más habituales. Aunque cada mando RCA es un poco distinto, hay algunos pasos comunes para configurarlos: 
1. Presionar el botón correspondiente al dispositivo que quieras programar. Es decir, si quieres configurarlo para poder usar el DVD, debes buscar en el mando el botón correspondiente a DVD, luego presionarlo y soltarlo. De ese modo, se iluminará el botón de ON/OFF, que es el referente a pagado y encendido.
2. Después, presiona y mantén pulsado simultáneamente tanto el botón referente al dispositivo en el mando (el de DVD) como el botón de encendido y apagado. Entonces, la luz en el mando se apagará y se encenderá de inmediato. En ese momento suelta todos los botones que estabas presionando. Para saber que estás siguiendo correctamente los pasos, las luces del mando permanecerán encendidas.
3. Una vez hecho esto, debes presionar y soltar el botón de reproducción en el mando a distancia. El componente debería apagarse en unos cinco segundos.
4. Una vez que el componente se apague, debes pulsar el botón reverse para que el dispositivo que quieres sintonizar con el mando se vuelva a encender. Si no es así, repite el proceso cada tres segundos hasta que lo consigas, ya que a veces no se logra a la primera.
5. Presiona y suelta el botón Stop para guardar la programación del dispositivo. Ya estará sintonizado con la memoria del mando universal.